# Janie Wagstaff
	Elizabeth Jane (Janie) Wagstaff (Kansas City (Missouri), 22 juli 1974) is een Amerikaans zwemster.

## Biografie
Op de wereldkampioenschappen zwemmen 1991 won Wagstaff de titel op de 4×100 meter wisselslag en brons op de 100 meter en 200 meter rugslag.
Wagstaff won tijdens de Olympische Zomerspelen van 1992 de gouden medaille op de 4×100 meter wisselslag, Wagstaff kwam alleen in de series in actie.

## Internationale toernooien
| Jaar | Olympische Spelen                                                                      | Wereldkampioenschappen                          | Pan-Pacifische kampioenschappen                                        |
| ---- | -------------------------------------------------------------------------------------- | ----------------------------------------------- | ---------------------------------------------------------------------- |
| 1991 |                                                                                        | 100m rugslag · 200m rugslag · 4x100m wisselslag | 100m rugslag · 200m rugslag · 12e 200m wisselslag · 9e 400m wisselslag |
| 1992 | 5e 100m rugslag · 17e 200m rugslag · 4x100m wisselslag · Wagstaff zwom enkel de series |                                                 |                                                                        |
| 1993 |                                                                                        |                                                 | 8e 100m vlinderslag                                                    |